# فهرست صاحب‌منصبان ارمنی‌تبار اهل ایران
در زیر فهرست صاحب‌منصبان ارمنی‌تبار زاده ایران (گاهی زاده خارج از ایران) با مشخصات منصبی که در آن مشغول به فعالیت بوده‌اند آورده شده‌است:
| تصویر                                           | متن عنوان                | زاده            | درگذشته         | سمت | منبع |
| ----------------------------------------------- | ------------------------ | --------------- | --------------- | --- | ---- |
|                                                 | پطروس آبکار              | ۱۲۶۳            |                 | نماینده دوره ۱۶ مجلس شورای ملی از حوزه انتخابیه ارامنه جنوب ایران (۱۳۲۸–۱۳۳۰)                                                                                          |      |
|                                                 | ورژ آقاجانیان            |                 |                 | شهردار گلندیل، کالیفرنیا۲۰۲۰–۲۰۲۱ |      |
|                                                 | آلکساندر آقایان          | ۱۲۶۵            | ۱۳۴۲            | نماینده دوره‌های ۵ و ۱۴ مجلس شورای ملی از حوزه انتخابیه ارمنی‌های جنوب ایران (۱۳۰۴)/(۱۳۲۲–۱۳۲۴)                                                                          |      |
|                                                 | اما آقایان               | ۱۳۰۴            |                 | نماینده در دوره ۲۴ مجلس شورای ملی از حوزه انتخابیه ارمنیان مرکز و شمال (۱۳۵۴–۱۳۵۷)                                                                                     |      |
|                                                 | فلیکس آقایان             | ۱۲۹۴            |                 | نماینده دوره ۱۹ مجلس شورای ملی از حوزه انتخابیه ارمنی‌های جنوب ایران (۱۳۳۵–۱۳۳۹) نماینده دوره ۲۱ مجلس شورای ملی از حوزه انتخابیه ارمنی‌های شمال ایران (۱۳۳۹–۱۳۴۶)        |      |
|                                                 | آرداشس آوانسیان          | ۱۲۸۴            | ۱۳۶۹            | نماینده دوره مجلس شورای ملی از حوزه انتخابیه ارمنی‌های شمال و کلدانیان ایران (۱۳۲۳–۱۳۲۴)                                                                                |      |
|                                                 | ژرژیک ابرامیان           | ۱۳۳۱            |                 | نماینده دوره‌های ۶ و ۱۰ مجلس شورای اسلامی از حوزه انتخابیه مسیحیان ارمنی جنوب (۱۳۷۹–۱۳۸۳)/(۱۳۹۵–۱۳۹۹)                                                                   |      |
|                                                 | گاسپار ایپگیان           | ۱۲۶۲            | ۱۳۳۳            | شهردار تهران (۱۳۰۰–۱۳۰۲) |      |
|                                                 | آرداواز باقومیان         | ۱۳۳۲            |                 | |      |
|                                                 | روبرت بگلریان            | ۱۳۴۰            |                 | نماینده دوره‌های ۷٬۸٬۹ و ۱۱ مجلس شورای اسلامی از حوزه انتخابیه مسیحیان ارمنی جنوب (۱۳۸۳–۱۳۹۵)/(۱۳۹۹–اکنون)                                                              |      |
|                                                 | جبرائیل بوداغیان         | ۱۲۴۹            |                 | نماینده دوره‌های ۲ تا ۵ مجلس شورای اسلامی از حوزه انتخابیه ارمنی‌های جنوب (۱۳۶۳–۱۳۷۹)                                                                                    |      |
|                                                 | هراچ خاچاطوریان          | ۱۳۲۷            |                 | نماینده دوره نخست مجلس شورای اسلامی از حوزه انتخابیه مسیحیان ارمنی جنوب (۱۳۵۹–۱۳۶۳)                                                                                    |      |
|                                                 | هرایر خالاتیان           | ۱۳۰۸            | ۱۳۶۷            | نماینده دوره اول مجلس شورای اسلامی از حوزه انتخابی ارمنی‌های تهران و شمال ایران (۱۳۵۹–۱۳۶۳)                                                                             |      |
|                                                 | کارن خانلری              | ۱۳۴۳            |                 | نماینده دوره‌های نهم و دهم مجلس شورای اسلامی از حوزه انتخابی ارمنی‌های تهران و شمال ایران (۱۳۹۱–۱۳۹۹)                                                                    |      |
|                                                 | لون داویدیان             | ۱۳۲۳            | ۱۳۸۸            | نماینده دوره ششم مجلس شورای اسلامی از حوزه انتخابی ارمنی‌های تهران و شمال ایران (۱۳۷۹ – ۱۳۸۳)                                                                           |      |
|                                                 | سواک ساگینیان            | ۱۳۰۰            | ۱۳۸۲            | نماینده دوره‌های ۲۰ تا ۲۳ مجلس شورای ملی از حوزه انتخابیه ارامنه جنوب (۱۳۳۹–۱۳۵۴)                                                                                       |      |
|                                                 | سهراب ساگینیان           | ۱۲۶۲            | ۱۳۴۷            | نماینده دوره‌های ۱۵ تا ۱۳ مجلس شورای ملی از حوزه انتخابیه ارامنه شمال ایران و کلدانیان ()۱۳۰۳–۱۳۲۲) \|                                                                  |      |
|                                                 | قازار سیمونیان           |                 |                 | |      |
|                                                 | واهرام خان ظهرابیان      | ۱۲۸۱            | ۱۳۵۴            | نماینده دوره ۱۸ مجلس شورای ملی از حوزه انتخابیه ارامنه جنوب ایران (۱۳۳۲–۱۳۳۵)                                                                                          |      |
|                                                 | نریمان‌خان قوام‌السلطنه    | ۱۲۱۵            |                 | وزیر مختار سفارت ایران در اتریش کنسول ایران در قاهره |      |
|                                                 | وارتان گریگوریان         | ۱۹ فروردین ۱۳۱۳ | ۲۶ فروردین ۱۴۰۰ | ۱۲مین رئیس بنیاد کارنگی (۱۹۹۷–۲۰۲۱)۱۶مین رئیس دانشگاه براون (۱۹۸۹–۱۹۹۷)۹مین رئیس کتابخانه عمومی نیویورک (۱۹۸۱–۱۹۸۹)                                                    |      |
|                                                 | هوهانس خان ماسحیان       |                 | ۱۳۱۰            | اولین وزیر مختار ایران در ژاپن (۱۳۰۹–۱۳۱۰) وزیر مختار ایران در بریتانیا (۱۳۰۶–۱۳۰۸)                                                                                    |      |
|                                                 | میرزا ملکم‌خان            | ۱۲۴۹ ق          | ۱۳۲۶ ق          | دومین سفیر ایران در ایتالیا (۱۲۷۸–۱۲۸۷)اولین سفیر ایران در اتریش (۱۲۵۲–۱۲۵۷)اولین سفیر ایران در بریتانیا (۱۲۵۲–۱۲۶۸) اولین کنسول ایران در مصر (۱۲۴۱–۱۲۴۴)              |      |
|                                                 | یوسف میرزایانس           | ۱۲۴۶            | ۱۳۱۴            | نماینده دوره‌های ۲ و ۳ مجلس شورای ملیاز حوزه انتخابیه ارامنه کل ایران (۱۲۸۹–۱۲۹۳)نماینده دوره‌های ۷ تا ۱۰ مجلس شورای ملی از حوزه انتخابیه ارامنه جنوب ایران (۱۳۰۷–۱۳۱۴)) |      |
| پرونده:Assemblymember Adrin Nazarian (AD46).jpg | آدرین نازاریان           | ۱۳۵۱            |                 | عضو مجلس ایالتی کالیفرنیا از حوزهٔ ۴۶ام (۲۰۱۲-) |      |
|                                                 | گئورک وارطان             | ۱۳۴۸            |                 | نماینده دوره‌های هفتم و هشتم مجلس شورای اسلامی از حوزه انتخابی ارمنی‌های تهران و شمال ایران (۱۳۸۳–۱۳۹۱)                                                                  |      |
|                                                 | وارطان وارطانیان         | ۱۳۲۲            |                 | نماینده دوره‌های دوم تا پنجم مجلس شورای اسلامی از حوزه انتخابی ارمنی‌های تهران و شمال ایران (۱۳۶۳–۱۳۷۹)                                                                  |      |
|                                                 | گاگیک هواکیمیان          | ۱۲۹۱            | ۱۳۸۳            | نماینده دورهای ۲۲ و ۲۳ مجلس شورای ملی از حوزه انتخابیه ارمنیان مرکز و شمال (۱۳۴۶–۱۳۵۴)                                                                                 |      |
|                                                 | یپرم‌خان                  |                 |                 | |      |
|                                                 | آرا شاوردیان             |                 |                 | نماینده دوره یازدهم مجلس شورای اسلامی از حوزه انتخابی ارمنی‌های تهران و شمال ایران (۱۳۹۹-اکنون)                                                                         |      |
|                                                 | گریش‌خان دانیلیان         | ۱۲۶۵            | ۱۳۱۲            | دادستان نظامی شهر مشهد فرمانده ژاندارمری خوزستان از یاران رزمنده یپرم‌خان در جنبش مشروطه ایران                                                                          |      |
|                                                 | خچو                      | ۱۲۵۱            | ۱۲۹۴            | |      |
|                                                 | کری                      | ۱۲۳۷            | ۱۲۹۵            | |      |
|                                                 | خسروخان گرجی             |                 |                 | |      |
|                                                 | مارتیروس خان             | ۱۲۲۲            | ۱۲۸۴            | رئیس ستاد بریگاد قزاق فرمانده گارد سلطنتی دربار قاجار |      |
|                                                 | مارکار خان داویدخانیان   |                 |                 | ناظر مالی فتحعلیشاه |      |
|                                                 | منوچهرخان معتمدالدوله    |                 |                 | |      |
|                                                 | ست خان آستواتساتوریان    |                 |                 | |      |
|                                                 | مارتیروس خان داویدخانیان |                 |                 | |      |
|                                                 | تساتور خان               |                 |                 | |      |